# Thelypteris cornuta
Thelypteris cornuta är en kärrbräkenväxtart som först beskrevs av William Ralph Maxon, och fick sitt nu gällande namn av Ren-Chang Ching. Thelypteris cornuta ingår i släktet Thelypteris och familjen Thelypteridaceae. Inga underarter finns listade.